# Philippinische Badmintonmeisterschaft 1952
Die Philippinische Badmintonmeisterschaft 1952 fand in Manila statt. Es war die vierte Austragung der nationalen Titelkämpfe der Philippinen im Badminton.

## Titelträger
| Disziplin    | Sieger                          |
| ------------ | ------------------------------- |
| Herreneinzel | Wong Peng Soon                  |
| Dameneinzel  | T. Kun Sui                      |
| Herrendoppel | Wong Peng Soon Cheong Hock Leng |
| Damendoppel  | C. Chua L. Chua                 |
| Mixed        | nicht ausgetragen               |